# Daniel Kartheininger
Daniel Kartheininger (Memmingen, 21 dicembre 1992) è un pilota motociclistico tedesco.

## Carriera
Gareggia soprattutto nel campionato nazionale tedesco di velocità dopo aver iniziato a competere nel motociclismo nel 2004 con le pocket bike.
Nel 2007 si classifica dodicesimo nella Red Bull MotoGP Rookies Cup con 39 punti, mentre l'anno successivo, nello stesso campionato, si posiziona tredicesimo con 56 punti.
Ha esordito nella classe 125 del motomondiale nel 2009, a bordo di una Honda nel Gran Premio casalingo in qualità di wild card, ottenendo un punto. Nella stessa stagione si classifica ventisettesimo nel campionato Europeo svoltosi in gara unica ad Albacete.
Nel 2010 corre lo stesso Gran Premio, sempre come wildcard, a bordo di una KTM, ottenendo sei punti.
Nel 2011 inizia come pilota titolare il motomondiale nella classe 125 in sella ad una KTM 125 FRR del team Caretta Technology Forward, con compagno di squadra Hiroki Ono. Dopo le prime due gare però, in cui si piazza molto indietro anche a causa di un infortunio patito ad inizio stagione, viene sostituito alla vigilia del Gran Premio del Portogallo da Péter Sebestyén.

## Risultati nel motomondiale
| 2009 | Classe | Moto  |  |  |  |  |  |  |  |    |    |  |  |  |  |  |  |  |  |  | Punti | Pos. |
| ---- | ------ | ----- |  |  |  |  |  |  |  | -- | -- |  |  |  |  |  |  |  |  |  | ----- | ---- |
| 2009 | 125    | Honda |  |  |  |  |  |  |  | NE | 15 |  |  |  |  |  |  |  |  |  | 1     | 33º  |

| 2010 | Classe | Moto |  |  |  |  |  |  |  |    |    |  |  |  |  |  |  |  |  |  | Punti | Pos. |
| ---- | ------ | ---- |  |  |  |  |  |  |  | -- | -- |  |  |  |  |  |  |  |  |  | ----- | ---- |
| 2010 | 125    | KTM  |  |  |  |  |  |  |  | 10 | NE |  |  |  |  |  |  |  |  |  | 6     | 22º  |

| 2011 | Classe | Moto |    |    |  |  |  |  |  |  |  |    |  |  |  |  |  |  |  |  | Punti | Pos. |
| ---- | ------ | ---- | -- | -- |  |  |  |  |  |  |  | -- |  |  |  |  |  |  |  |  | ----- | ---- |
| 2011 | 125    | KTM  | 24 | 22 |  |  |  |  |  |  |  | NE |  |  |  |  |  |  |  |  | 0     |      |

| Legenda | 1º posto        | 2º posto            | 3º posto            | A punti      | Senza punti        | Grassetto – Pole position Corsivo – Giro più veloce |
| Legenda | Gara non valida | Non qual./Non part. | Ritirato/Non class. | Squalificato | '-' Dato non disp. | Grassetto – Pole position Corsivo – Giro più veloce |